# Pop shove-it
Il pop shove-it, noto anche come pop shuvit, è un trick della disciplina dello skateboard. 
Questo trick consiste in un ollie in cui la tavola ruota lateralmente, come in un ollie 180, ma con il corpo che, anziché seguire la rotazione dello skateboard, rimane rivolto nella stessa direzione. Il pop shove-it può essere sia frontside che backside.
Curiosamente, pare che il pop shove-it sia stato inventato prima del flatground ollie.

## Esecuzione
È il piede posteriore che rende possibile la realizzazione di un pop shove-it: una volta eseguito un ollie bisogna calciarlo all'indietro (backside) oppure in avanti (frontside) e far girare su se stessa la tavola di 180 gradi. Il piede anteriore rimane fermo nella posizione di partenza. Anziché eseguirlo da fermi con entrambi i piedi sulla tavola, è consigliabile provarlo in corsa: la posizione fakie è ideale per coloro che vogliono imparare il trick.

### Frontside pop-shove it
Per iniziare un frontside pop-shove it, è necessario applicare pressione sul tallone del piede posteriore. A differenza di una tavola che ruota in backside, quella in frontside impiega più tempo per completare il suo giro.